# Koolstofnanobuis
Koolstofnanobuizen (Engels: carbon nanotubes of CNT) zijn een van de allotropen van koolstof en onderdeel van de groep fullerenen. Een koolstofnanobuis is een opgerolde laag grafeen, waarbij de lengte tienduizenden malen groter kan zijn dan de diameter. Koolstofnanobuizen hebben veel interessante eigenschappen waardoor zij geschikt zijn voor een breed scala aan toepassingen, onder andere in nanotechnologie, elektronica, optica en nieuwe materialen.

Enkelwandige Koolstofnanobuis

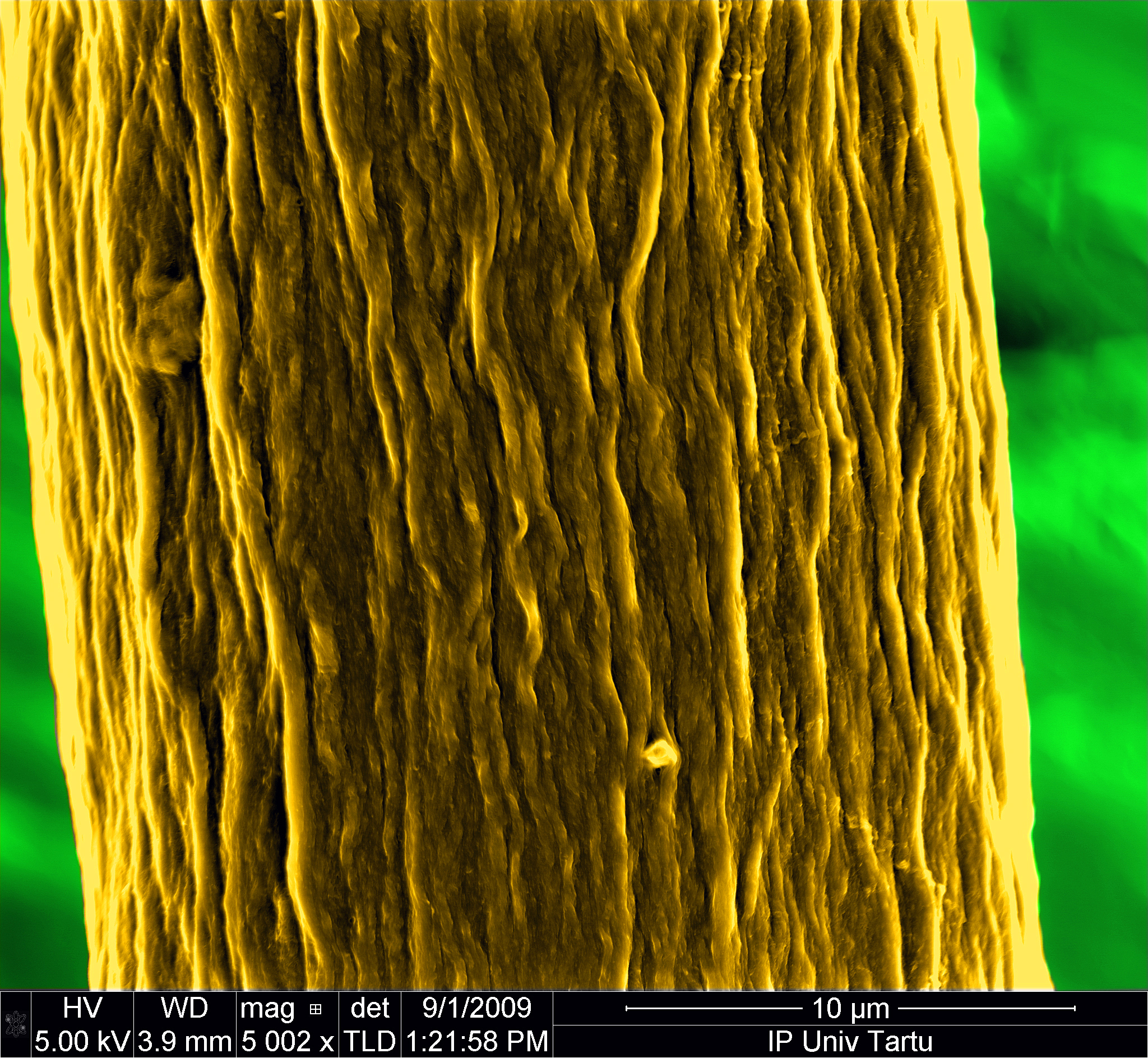
Een rasterelektronenmicroscopische opname van een vezelbundel bestaande uit Koolstofnanobuizen

## Ontdekking
Veel wetenschappelijke artikelen noemen Sumio Iijima als de ontdekker van koolstofnanobuizen. Hij schreef in 1991 een artikel in Nature waarin hij de aanwezigheid van holle structuren van koolstof beschreef, in roet ontstaan bij het vonken van een koolstofelektrode. Hoewel het onderzoek naar koolstofnanobuizen pas sinds het artikel van Iijima op gang is gekomen zijn er eerdere foto's van koolstofnanobuizen bekend uit een Russisch natuurkundig tijdschrift, in een artikel van Radushkevich en Lukyanovich. In die tijd was de communicatie tussen wetenschappers in het westen en de Sovjet-Unie echter beperkt, waardoor het artikel niet echt in de westerse wetenschap is doorgedrongen.

## Types

### Enkelwandige nanobuizen

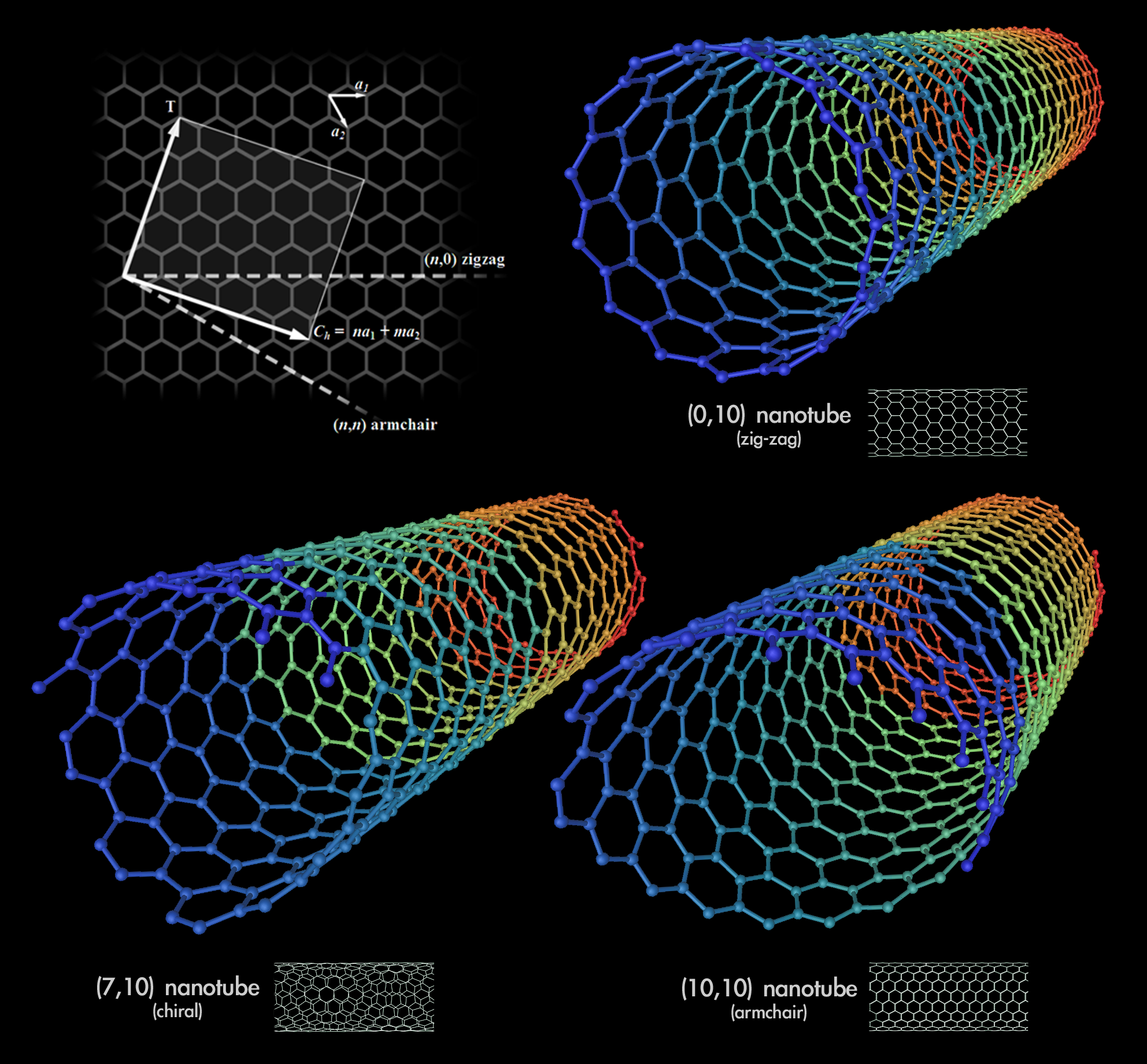
Structuren van enkelwandige koolstofnanobuizen. Rechtsboven zigzag, linksonder chiral, rechtsonder armchair.

Enkelwandige koolstofnanobuizen (SWCNT = Single wall carbon nanotubes) zijn buizen bestaande uit een naadloos opgerolde laag grafeen (grafietlaag van één atoom dik). De diameter is typisch zo'n 1 nm, terwijl de lengte enkele micrometers kan bedragen. De eerste bekende beschrijving van SWCNT is van Iijima in Nature in 1993. Grafeen kan op verschillende manieren opgerold worden tot een SWCNT en de precieze manier heeft grote invloed op de elektrische eigenschappen van een SWCNT.

### Meerwandige nanobuizen
Meerwandige koolstofnanobuizen (MWCNT = Multi-Wall Carbon Nanotube) zijn de buizen die beschreven zijn door Radushkevich in 1952 en Iijima in 1991. Ze bestaan uit meerdere lagen opgerold grafeen en hebben een grotere diameter dan SWCNT, typisch zo'n 5-100 nm. De afstand tussen twee lagen in een MWCNT is ongeveer gelijk aan de afstand tussen twee lagen grafeen in grafiet: zo'n 0,33 nm. Een groot voordeel van MWCNT bij toepassingen is de verhoogde weerstand tegen chemicaliën. MWCNT kunnen gefunctionaliseerd worden (er kunnen andere moleculen aan het oppervlak gebonden worden voor extra functionaliteiten) zonder dat de structuur verloren gaat.

## Structuur

Kristalvectoren a1 en a2 om een SWCNT te beschrijven. T is de as van de nanobuis.

Er kan onderscheid gemaakt worden tussen enkelwandige en meerwandige koolstofnanobuizen.
De structuur van een SWCNT kan beschreven worden met twee coëfficiënten, n en m, voor de kristalvectors, zoals te zien in de afbeelding. Wanneer m gelijk is aan 0 is de nanobuis een zigzagtype, wanneer n = m is de nanobuis een armchairtype (armstoel). Deze namen komen van de structuur van de koolstofbindingen langs de rand van de buis wanneer je zo'n type nanobuis loodrecht op de as af zou snijden. Alle overige structuren worden chiral (gedraaid) genoemd.

## Synthese
Er zijn uiteenlopende methoden voor het fabriceren van CNT's. CNT's kunnen gemaakt worden met behulp van elektrische vonken, Chemical Vapor Deposition (CVD), laser verdamping, elektrolyse en door pyrolyse van ferroceen.

### Vonken
Bij de vonkentechniek wordt een stroom van zo'n 80-100A door twee zeer pure grafieten staven geleid, onder een inerte atmosfeer van bijvoorbeeld argon of helium. Op de kathode ontstaat roet, waarin koolstofnanobuisjes zitten. Normaliter worden er MWCNT gevormd met deze techniek, maar ook SWCNT kunnen gevormd worden door toevoeging van een metaal als katalysator. Nadelen van deze techniek zijn de hoge kosten, omdat zowel de zeer zuivere koolstofstaven, de metalen katalysator als de zuivere gassen duur zijn.

### Thermische CVD
De Thermische CVD-techniek is momenteel de meestbelovende techniek, omdat CNT's zowel op grote schaal als op gerichte oppervlakken gemaakt kunnen worden. Bij deze techniek wordt een koolwaterstof onder hoge druk en met een metalen katalysator ontleed op een substraat. De diameter van de nanobuisjes is afhankelijk van de grootte van de metaaldeeltjes en door de metaaldeeltjes in een bepaald patroon op het substraat te plaatsen kunnen precies op die plekken CNT's gemaakt worden.

### Plasma Enhanced CVD
Behalve Thermische CVD kan ook Plasma Enhanced CVD gebruikt worden. Hierbij wordt een sterk elektrisch veld gebruikt, dat er onder andere voor zorgt dat de nanobuisjes in de richting van het elektrisch veld groeien. Zonder dit veld zijn de nanobuisjes over het algemeen willekeurig georiënteerd.

### Laserverdamping
Bij de laserverdampingtechniek worden zeer intense laserpulsen op een zeer zuiver koolstofoppervlak geschoten bij een temperatuur van 1200 graden in een argon atmosfeer. Hierdoor verdampt de koolstof ter plaatse, waarna roet wordt gevormd dat CNT's bevat. Een nadeel van deze techniek is dat de CNT's eerst gezuiverd moeten worden om allerlei andere koolstofsubstanties weg te halen.

## Eigenschappen

### Elektrische eigenschappen
MWCNTs zijn altijd elektrisch geleidend. SWCNTs zijn soms geleidend en soms isolerend, afhankelijk van de precieze structuur. De geleidende CNTs geleiden bijzonder goed, ze geleiden zo'n duizendmaal beter dan koper. Geleiding wordt geschat op zo'n miljard ampère per vierkante centimeter. SWCNTs gedragen zich bij zeer lage stromen als kwantumgeleider, waarbij een enkel geleidingskwantum {\displaystyle G_{0}} zonder weerstand door een SWCNT kan voortbewegen.

### Thermische eigenschappen
CNTs zijn zoals de meeste koolstofallotropen goede warmtegeleiders. Hun geleidingscoëfficiënt in de richting van de as is uitgerekend op 6600W/mK, bijna twee keer zo hoog als diamant, wat tot de ontdekking van CNTs de beste bekende warmtegeleider was. In de richting loodrecht op de as door de CNT is de geleiding zeer slecht.

### Mechanische eigenschappen
Koolstofnanobuizen zijn een van de sterkste materialen die bekend zijn. Vooral de treksterkte is gigantisch, metingen laten een treksterkte zien van 63 GPa. Ter vergelijking, de treksterkte van zeer treksterk staal is zo'n 2 GPa. De verhouding sterkte per gram is nog veel beter door het lage gewicht van CNTs. CNTs zijn ook erg flexibel. De structuur blijft bij buigen intact, terwijl bij conventionele koolstofvezels de vezels breken op de grensvlakken van twee kristallen. Het is zelfs mogelijk om knopen te leggen in SWCNTs zonder ze te breken. Koolstofnanobuizen hebben theoretisch de langste breeklengte van alle bekende materialen, namelijk 5000 tot 6000 km,
CNTs zijn niet erg sterk onder compressie. Hun holle structuur zorgt ervoor dat ze snel dubbelvouwen.

### Medisch-biologische eigenschappen
Met name de langere nanobuizen worden ervan verdacht in het lichaam soortgelijke eigenschappen te vertonen als asbest: ze veroorzaken chronische irritatie doordat ze niet of nauwelijks afgebroken kunnen worden. Dat zou kunnen leiden tot asbestose. Dat is in de eerste plaats een risico tijdens de productie van nanobuizen, niet bij gebruik; uit de meeste producten met nanobuizen komen ze waarschijnlijk niet vrij tijdens normaal gebruik. Na afdanking van het product is het vrijkomen afhankelijk van de aard van de afdanking: vuilstort, verbranding, vergaan.

## Toepassingen

### Batterijen
Koolstofnanobuizen kunnen gebruikt worden als stabilisator in lithiumbatterijen. De zeer reactieve anode van zo'n batterij kan met MWCNTs veel beter gestabiliseerd worden dan met andere koolstofallotropen.

### Nanolagers
Meerwandige koolstofnanobuizen kunnen beschouwd worden als meerdere enkelwandige buizen in elkaar. In perfecte MWCNTs zijn er geen bindingen tussen de verschillende lagen. Hierdoor kunnen de lagen gemakkelijk langs elkaar schuiven. Op deze manier is het mogelijk om atomisch perfecte roterende of lineair bewegende lagers te maken.

### Bacteriedoders
Enkelvoudige koolstofnanobuizen blijken in een onderzoek van een team rond M. Elimelech effectief bij het doden van de bacterie E. coli. Vermoedelijk prikken de buisjes door de celwanden van de bacteriën. Meerwandige koolstofnanobuizen zijn minder effectief. De giftigheid van SWCNT's was eerder ook al vastgesteld in de longen van muizen, al kan hier volgens Elimelech vervuiling met zware metalen een rol hebben gespeeld.

### Computers
Onder leiding van Max Shulaker heeft een onderzoeksteam van de Stanford-universiteit in Californië in 2013 een eenvoudige, functionerende computer weten te bouwen, bestaande uit 178 transistoren op basis van koolstofnanobuizen. Deze machine kan simpele berekeningen maken en draait op een besturingssysteem en programmatuur uit de jaren 80.
Inmiddels zijn onderzoekers aan MIT erin geslaagd de transistoren onder fabrieksomstandigheden te maken met dezelfde faciliteiten als gebruikt worden voor silicium-chips, zodat de productie van deze computer voor de markt op relatief korte termijn gerealiseerd kan worden.

### F35
Lockheed Martin past in het stealth-achtige gevechtsvliegtuig F-35 nanobuisjes toe om het gewicht te beperken. Ze versterken constructies van polymeren in de vliegtuigframes, stroomlijnkappen en de overgang vleugel-romp en zijn dus nog slechts in enkele delen verwerkt, om de testfase niet te verlengen. Het gaat om onderdelen die weinig belast worden. Volgens afdelingsleider nanotechnologie Travis Earles van Lockheed kunnen ze echter probleemloos voor zwaarder belaste gedeelten worden gebruikt. Ook andere vliegtuigfabrikanten verwerken koolstofnanobuizen in onder meer de vleugels.
- Gemeinsame Normdatei: 4581365-6
- Library of Congress Control Number: sh2013002061
- Nationale Bibliotheek van Letland: 000288039
- Bibliotheek van het Japanse parlement: 00722909
- Nationale Bibliotheek van Israël: 987007572833305171